# 側節足動物
側節足動物（そくせっそくどうぶつ、Pararthropoda）とは、かつて節足動物に類似する3つの動物門、すなわち舌形動物（シタムシ類）、有爪動物（カギムシ類）、緩歩動物（クマムシ類）をまとめた分類群である。
この分類体系は Vandel 1949 に創設され、20世紀中期から2000年代前期にかけて主にドイツ語と日本語の文献記載に見られる。その構成群は体制の発達程度が似ていることから、1つの門あるいは上門にまとめられたこともあったが、21世紀以降、舌形動物は節足動物に含まれる同時に、有爪動物と緩歩動物はそれぞれ節足動物と近縁な独立の動物門とする分類体系の方が有力になっている。その結果、側節足動物は解体され、便宜的に用いられるだけになっている。

## 概要
21世紀以前の古典的な動物学では、環形動物と節足動物はともに体節と付属肢を持つことから、体節動物（Articulata）と呼ばれる1つの系統群を成すと考えられていた。この考えにおいて、節足動物と環形動物の両者と共通する特徴を持つとされ、この2つの中間に位置づけられていたのが側節足動物である。
これらの3つの動物群は以下の点で共通しており、それぞれに節足動物に似ているが明確に異なっている点でもある。なお、舌形動物は寄生性で、その構造は単純化が見られるが、幼生は一見クマムシに似たものである。
- 体節制が認められるが不明確である。

緩歩動物は比較的はっきりした体節が外見上はあるが、内臓器官は単純で、体節制が不明確である。逆に有爪動物は外見上は体節が確認できないが、内臓器官は体節制を示唆するものである。
- 関節のない付属肢があり、その先端に爪を持つ。

いずれも、体の軸に沿って、複数の付属肢が対をなして腹面に並ぶ。その先端には節足動物のそれに似た爪を持っている。しかし、付属肢そのものには関節がなく、この点で節足動物とは全く異なっている。
そこで、これらを系統的には節足動物に近いものの、節足動物の範囲には入れかねるとの観点から名付けられたのが側節足動物の名である（近い・類似を意味する「Para」と節足動物の学名「Arthropoda」の合成語）。節足動物は環形動物から進化したという当時では主流の説に踏まえて、外骨格や付属肢に見られる上述の性質は「節足動物としての不完全さ」とされ、節足動物より原始的な祖先形質を残すものと見なされたのである。
しかし21世紀以降では、主に分子系統学の進展により、環形動物はこれらの動物群よりも軟体動物や腕足動物などに近縁で、共に冠輪動物として区別されるようになった。同時に残りの節足動物と側節足動物の動物群は、環形動物よりも線形動物や鰓曳動物などに近縁で、脱皮を行うという共通点に因んで脱皮動物としてまとめる説が有力になった。分子系統解析に根強く支持されるこの系統関係は、後に判明した環形動物と他の体節動物の発生学と遺伝子発現の違いにも補強され、両者の体節制という共通点はお互いに別起源で、収斂進化の結果であることが示唆される。
上述の体節動物だけでなく、側節足動物も後に系統関係を反映できない多系統群として解体され、そこに含まれた動物群の位置付けが更新された。舌形動物は精子の構造と分子系統解析の両面から、独立した動物門ではなく、系統的に節足動物に含まれ、とりわけ鰓尾類に近縁で極端に特化した甲殻類であると考えられている。一方で、有爪動物と緩歩動物はそれぞれ、節足動物に近縁な独立の動物門とされている。有爪動物、緩歩動物、節足動物の3群は単系統群になると考えられており、これを汎節足動物（Panarthropoda）と呼ぶ。汎節足動物のなかでは、緩歩動物が節足動物にもっとも近いとする説、有爪動物が近いとする説、緩歩動物と有爪動物が単系統群となり、節足動物はその姉妹群になるとする説をそれぞれ支持する意見がある。